# エンター・ザ・ボイド
『エンター・ザ・ボイド』（Enter the Void）は、2009年のフランス映画（日本公開は2010年）。『アレックス』以来、7年ぶりとなるギャスパー・ノエの長編監督作品。
第62回カンヌ国際映画祭ではコンペティション部門に出品され、163分のバージョンが上映された。第34回トロント国際映画祭では155分版が公開された。

## ストーリー
1.冒頭シーン
オスカー（ナサニエル・ブラウン）は、妹のリンダ（パス・デ・ラ・ウエルタ）と歌舞伎町に住んでおり、オスカーの興味を「チベット死者の書」（輪廻転生について記されたチベット仏教の書物）に向けようとする友人のアレックス（シリル・ロイ）のアドバイスに反し、ドラッグを摂取することで精神を保っている。
冒頭シーンは、リンダがオスカーとの口論の後、歌舞伎町のストリップバーへの仕事に出かけることから始まり、その後DMT(ジ・メチル・トリプタミン)の摂取によって引き起こされる内省的な思考を表す映像がオスカーの視点で描かれる。ビクター（オリー・アレクサンデル）からの電話により、オスカーは目を覚まし、「THE VOID」という行きつけのバーで待つビクターまでDMTを届ける約束をする（オスカーのアパートのベランダからは、「THE VOID」の看板のネオンサインが真正面になる）。

次のシーンでは、アレックスがオスカーのアパートを訪ね、二人で「THE VOID」まで歩く。道中、アレックスはオスカーに「チベット死者の書」を解説する（死んだ人間の精神が、悪夢を体験するまでの時間に、生者の世界に留まり、輪廻転生を果たすことがある）。
「THE VOID」を嫌うアレックスは店の外で待ち、オスカーが一人で入店する。窓際の席で待つビクターの前に座ると、ビクターは「ごめんなさい。」と告げる。直後、警察官が「THE VOID」に大挙し、DMTを所持するオスカーはトイレに逃げ、DMTをトイレに流そうとする。トイレの中から「自分は銃を持っている」と叫ぶと、警察官が扉の外から発砲し、オスカーは命を落とす。
ここまでのシーンは、全てオスカーの目線で映像が描かれる。
オスカーの絶命後、カメラがトイレ内で倒れるオスカーを俯瞰する映像に移行し、以後は精神となったオスカーの視点で、俯瞰映像及びオスカーの記憶によって映画が構築される。

ビクターは泣き叫びながら警察に連行されるが、「奴ら、殺しやがった！」と叫ぶのを聞いたアレックスは、その場から逃走し、アレックスも警察から追われる身となる。すぐにアレックスはリンダに電話をするが、リンダはストリップバーの支配人であるマリオ（丹野雅仁）との性行為の最中であり、電話に出ることができない。行為後、リンダはアレックスからの留守電を確認し、オスカーが命を落としたことを知り、泣く。

２.過去の回想
シーンは幼い頃のリンダが泣き叫んでいる場面に切り替わる。母親からの愛情を受けた記憶、両親やリンダと幼い頃故郷の海辺に旅行した帰り道、交通事故で両親が即死してしまう記憶が描かれる。二人きりになったオスカーとリンダは、二人で永遠に一緒にいると約束するが、異なる里親に引き取られることとなる。母親及びオスカーのセリフから、死んでもオスカーはリンダの側にいる事が暗に示される。

オスカーは成長し、東京での生活を始め、知り合ったアレックスの部屋を訪ねる。アレックスの描いた抽象画や、同居人の日本人が作成したサイバーパンク的な東京の模型が配置されている。アレックスは、リンダを東京に呼ぶための資金集めの方法として、ドラッグの売人を始めようとオスカーに持ちかける。アレックスは、ドラッグの仕入れ元として、ゲイのブルーノ（エド・スピーア）を紹介する。

オスカーは、友人であるビクターの家の夕食に招かれる。ビクターの母親（サラ・ストックブリッジ）に、両親が死んだという境遇を話すと、妹を東京に呼び寄せるお金を貸すと言うが、その代わりに肉体関係を迫られ、応じてしまう。オスカーは航空チケットを手配し、リンダを東京に呼ぶ。

日本に来たリンダと空港で合流し、久しぶりの再会に二人は抱き合う。遊園地（撮影場所は浅草花やしきである）に行くシーン、リンダがオスカーの部屋で料理を作るシーンが描かれ、二人での生活がスタートする。オスカーは、リンダにナイトクラブのチケットを手渡し、二人でナイトクラブに行く。そこでオスカーは、リンダにドラッグ（エクスタシー）を勧める。アルコールとドラッグで酩酊したリンダは、ストリップバーの支配人であるマリオからのアプローチを受け、ストリップバーで働くこととなる。リンダは次第にマリオに身体を許すようになる。オスカーはリンダに会いにストリップバーに通うが、楽屋でドラッグを踊り子に販売している場面をマリオに目撃され、「次に来たら殺す」と追い出される。クラブで酩酊するリンダを見て、アレックスはオスカーに「彼女は危険だ」と注意する。

オスカーはビクターの母親に会いに行き、キッチンで髪を撫でた所をビクターに目撃される。ビクターの部屋で、オスカーはビクターから、母親を抱いたか問い詰められ、抱いたと答えるとビクターは激昂し、失踪する。ビクターの母親から、ビクターから連絡があったら教えて欲しいと依頼される。

オスカーは販売するドラッグを拡大していく。ブルーノからDMTを入手すると、自身もDMTの摂取を繰り返すようになる。その後冒頭のシーンとなり、リンダがストリップバーに出かけた後、DMT摂取中にビクターから連絡があり、オスカーは「THE VOID」に出かけることとなる。ビクターは母親を抱かれたことの復讐として、オスカーにドラッグを届けさせ、警察に逮捕させる計画をしていた。

3.オスカーの死後
俯瞰（オスカーの精神）視点でオスカーの死後が描かれる。オスカーの死体の身元確認を、リンダとマリオが行う。その後、オスカーは火葬される。ショックを受けたリンダは公園で睡眠薬を大量に摂取し、震えながら昏睡する。
場面が切り替わり、リンダは妊娠検査薬を使用している。日本語であり結果を読み取ることができず、アレックスの同居人の女性が結果は陽性であると伝える。マリオの子であることを悟ったリンダは、中絶することを選択する。リンダは現実から逃れるように、アレックスの同居人の女性との行為に浸る。

アレックスは、ゴミ捨て場を漁りながら逃亡を続け、同居人の助けを得ながら、高架下で生活をする。

リンダは、オスカーが望んでいたように、次第にアレックスと一緒になることを望むようになる。またオスカーの精神がリンダの頭の中に入ると、死体安置所でオスカーが目を覚まし、リンダと同居人、マリオが怯えながら迎えに来るというリンダの夢を追体験し、リンダはオスカーが生き返ることを望んでいることを知る
（なおこの夢は、生き返ったオスカーが高架下のアレックスに会いに行き、アレックスからリラックスしてゆっくりと目を閉じろと伝えらえる事で終わる）。

ビクターは、オスカーを警察に通報したことが原因で、両親に家から追い出される。追い出されたビクターは、リンダが住むオスカーのアパートを訪れ、兄を殺した事を謝罪するが、ストリップバーでの仕事を続けたリンダにも部分的に責任があると告げる。これがリンダを激昂させ、ビクターを追い出す。同居するマリオがリンダを宥めるが、リンダの怒りは収まらず、マリオも部屋から追い出す。

視点は東京の上空に移り、オスカーの母親が飛行機内でオスカーに授乳するシーンが挿入される。その後、タクシーで落ち合うリンダとアレックスに視点が降下する。リンダとアレックスは、ラブホテルに移動する（この間も、交通事故の記憶がフラッシュバック的に挿入される）。ラブホテルの外観は、アレックスの同居人が模型で作成していたものと同様になっており、オスカーの精神が現実を離れつつある事が暗に示される。
オスカーの視点は、ホテルの部屋の上部を彷徨い、様々な性行為をしているカップルを観察する。途中、ビクターやビクターの母親も登場する。それぞれのカップルは、性器から脈動する電気のようなピンクの輝きを放つ。途中、オスカーの視点がラブホテルから外に出ると、東京の街全体がアレックスの同居人が作成したネオンで輝くサイバーパンク的な都市となっている。
オスカーは、行為に及ぶアレックスとリンダを見つける。オスカーはアレックスの頭の中に入り、アレックスの視点でリンダとの行為を観察する。その後オスカーは、アレックスの精子となり、リンダの卵子に入り受精する。

4.ラストシーン
最後のシーンは、ぼやけた視界の中、手術台に引き出され、母親に抱きしめられる新生児の視点で描かれる。臍の緒を切られた瞬間泣き叫び、静寂と共に暗転し、「THE VOID」の文字で完結する。

監督のギャスパー・ノエによると、最後のシーンはオスカーの虚偽の記憶であり、オスカーの母親からオスカーが誕生した際の記憶のフラッシュバックとなっている。

## キャスト
- ナサニエル・ブラウン: オスカー
- パス・デ・ラ・ウエルタ: リンダ
- シリル・ロイ: アレックス
- オリー・アレクサンデル: ビクター
- サラ・ストックブリッジ: ビクターの母
- エド・スピアー: ブルーノ
- 丹野雅仁: マリオ

## 受賞・ノミネート
第62回カンヌ国際映画祭
- ノミネート: パルム・ドール - ギャスパー・ノエ

第42回シッチェス・カタロニア国際映画祭
- ノミネート: 作品賞 - ギャスパー・ノエ
- 受賞: 撮影賞 -  ブノワ・デビエ
- 受賞: 特別審査員賞 - ギャスパー・ノエ